# كازيمير غراف
كازيمير غراف (بالألمانية: Kasimir Graff)‏ (بالبولندية: Kazimierz Graff)‏ هو عالم فلك وأستاذ جامعي بولندي ونمساوي وألماني، ولد في 7 فبراير 1878 في Kreis Kolmar in Posen ‏، وتوفي في 15 فبراير 1950 في Breitenfurt bei Wien ‏ في النمسا.